# Hirao So
So Hirao (平尾 壮 Hirao Sō) là một cầu thủ bóng đá người Nhật Bản. Hiện tại anh thi đấu cho đội bóng tại J2 League Avispa Fukuoka cho mượn từ Gamba Osaka.

## Thống kê sự nghiệp
Cập nhật gần đây nhất: 3 tháng 12 năm 2017
| Thành tích câu lạc bộ | Thành tích câu lạc bộ | Thành tích câu lạc bộ | Giải vô địch | Giải vô địch | Cúp                   | Cúp                   | Cúp Liên đoàn | Cúp Liên đoàn | Châu lục | Châu lục  | Khác     | Khác      | Tổng cộng | Tổng cộng |
| Mùa giải              | Câu lạc bộ            | Giải vô địch          | Số trận      | Bàn thắng    | Số trận               | Bàn thắng             | Số trận       | Bàn thắng     | Số trận  | Bàn thắng | Số trận  | Bàn thắng | Số trận   | Bàn thắng |
| Nhật Bản              | Nhật Bản              | Nhật Bản              | Giải vô địch | Giải vô địch | Cúp Hoàng đế Nhật Bản | Cúp Hoàng đế Nhật Bản | Cúp Liên đoàn | Cúp Liên đoàn | Châu Á   | Châu Á    | Siêu cúp | Siêu cúp  | Tổng cộng | Tổng cộng |
| --------------------- | --------------------- | --------------------- | ------------ | ------------ | --------------------- | --------------------- | ------------- | ------------- | -------- | --------- | -------- | --------- | --------- | --------- |
| 2015                  | Gamba Osaka           | J1                    | 0            | 0            | 0                     | 0                     | 1             | 0             | 0        | 0         | 0        | 0         | 1         | 0         |
| 2016                  | Gamba Osaka           | J1                    | 0            | 0            | 0                     | 0                     | 0             | 0             | 0        | 0         | 0        | 0         | 0         | 0         |
| 2017                  | Gamba Osaka           | J1                    | 0            | 0            | 0                     | 0                     | 1             | 0             | 0        | 0         | -        | -         | 1         | 0         |
| Tổng cộng             | Tổng cộng             | Tổng cộng             | 0            | 0            | 0                     | 0                     | 2             | 0             | 0        | 0         | 0        | 0         | 2         | 0         |
| 2018                  | Avispa Fukuoka        | J2                    | 0            | 0            | 0                     | 0                     | -             | -             | -        | -         | -        | -         | 0         | 0         |
| Tổng cộng             | Tổng cộng             | Tổng cộng             | 0            | 0            | 0                     | 0                     | -             | -             | -        | -         | -        | -         | 0         | 0         |
| Tổng cộng sự nghiệp   | Tổng cộng sự nghiệp   | Tổng cộng sự nghiệp   | 0            | 0            | 0                     | 0                     | 2             | 0             | 0        | 0         | 0        | 0         | 2         | 0         |

Thành tích đội dự bị
| Thành tích câu lạc bộ | Thành tích câu lạc bộ   | Thành tích câu lạc bộ | Giải vô địch | Giải vô địch | Tổng cộng | Tổng cộng |
| Mùa giải              | Câu lạc bộ              | Giải vô địch          | Số trận      | Bàn thắng    | Số trận   | Bàn thắng |
| Nhật Bản              | Nhật Bản                | Nhật Bản              | Giải vô địch | Giải vô địch | Tổng cộng | Tổng cộng |
| --------------------- | ----------------------- | --------------------- | ------------ | ------------ | --------- | --------- |
| 2015                  | J.League U-22 Selection | J3                    | 9            | 0            | 9         | 0         |
| 2016                  | Gamba Osaka U-23        | J3                    | 27           | 1            | 27        | 1         |
| 2017                  | Gamba Osaka U-23        | J3                    | 24           | 0            | 24        | 0         |
| Tổng cộng sự nghiệp   | Tổng cộng sự nghiệp     | Tổng cộng sự nghiệp   | 60           | 1            | 60        | 1         |